# Omer De Bruycker

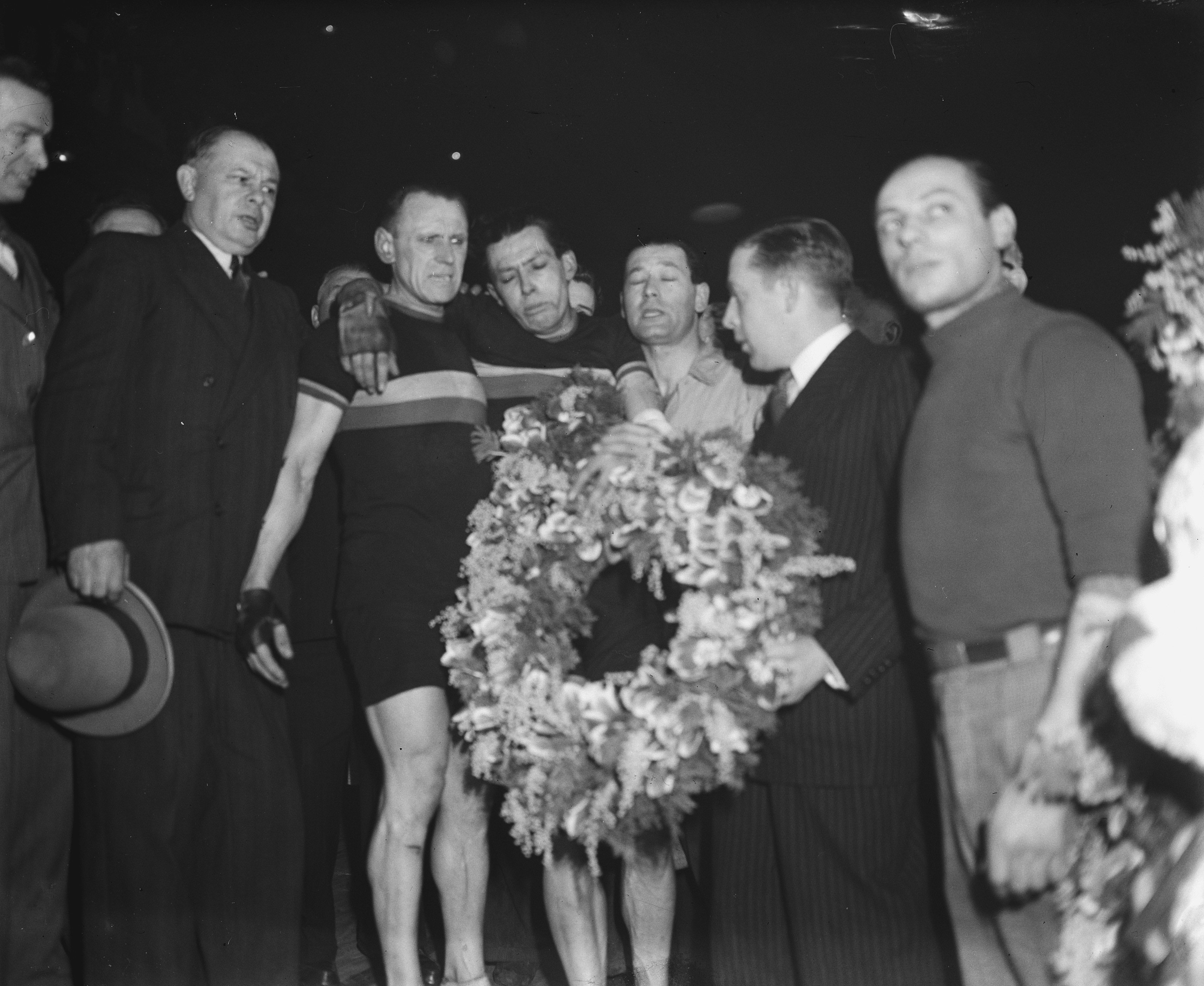
Omer de Bruycker (links) und Achiel Bruneel (1947)

Omer De Bruycker (* 10. Februar 1906 in Zelzate; † 3. Juni 1989 in Gent) war ein belgischer Radrennfahrer.

## Sportliche Laufbahn
De Bruycker war im Bahnradsport und im Straßenradsport aktiv. Von 1930 bis 1947 war er Unabhängiger und Berufsfahrer. Seine größten Erfolge hatte er auf der Radrennbahn. Er gewann die Sechstagerennen von Saint-Étienne 1931 mit Albert Billiet, von Brüssel und New York City 1937 jeweils mit Jean Aerts, von Buffalo und Chicago 1938 jeweils mit Alfred Letourneur, von London und Kopenhagen jeweils mit Karel Kaers, von Brüssel 1940 mit Karel Kaers sowie von Antwerpen 1947 mit Achiel Bruneel. 1932 siegte er im Prix Goullet-Fogler mit Jean Aerts, 1945 im Prix Raynaud-Dayen mit Achiel Bruneel. Auf der Straße wurde konnte er keine Erfolge erringen.